# Revolution 909
Revolution 909 är den franska houseduon Daft Punks femte och sista singel från deras debutalbum Homework, utgiven i januari 1998 av Virgin Records. Låten är helt och hållet instrumental.

## Musikvideo

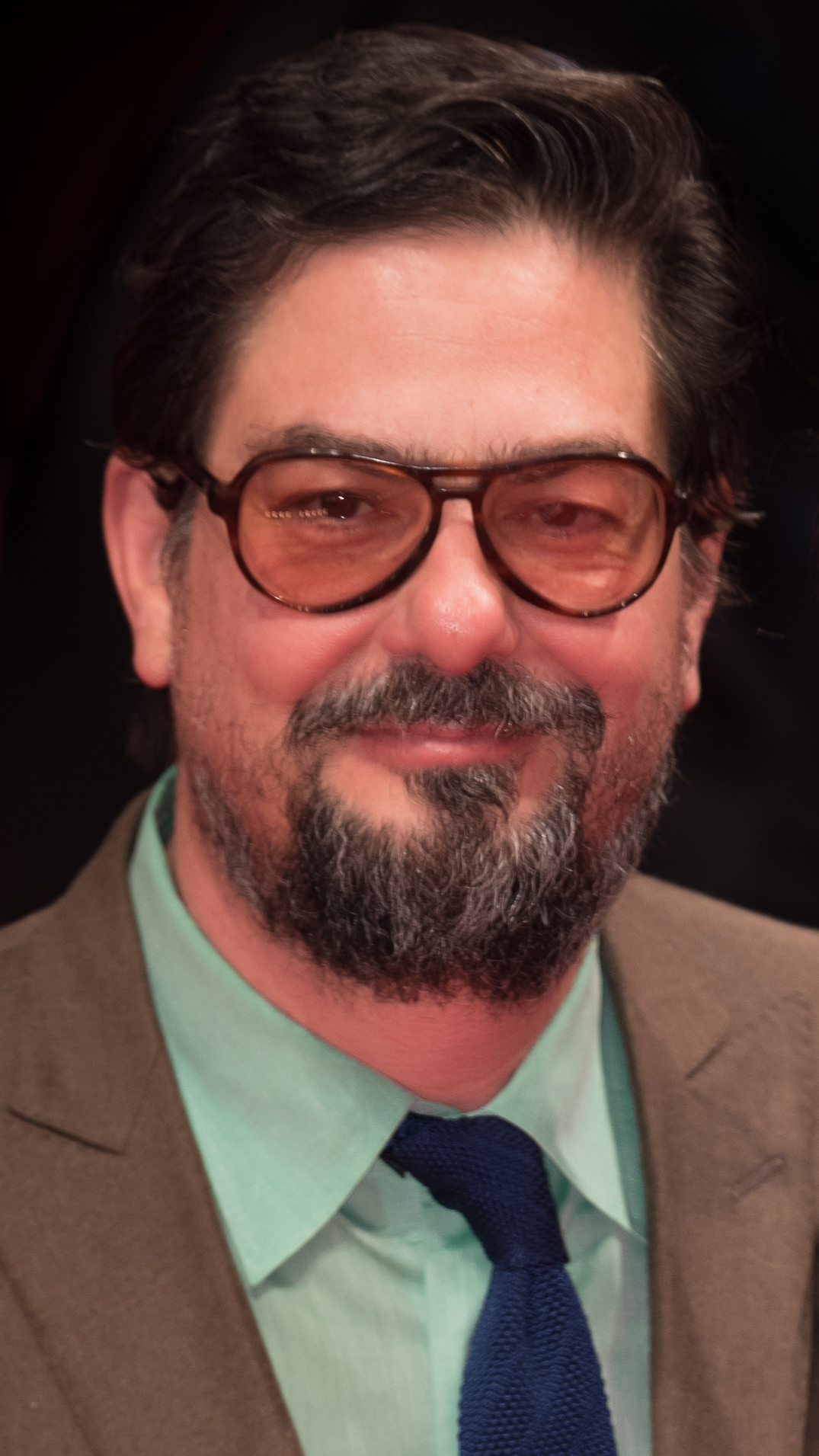
Roman Coppola regisserade låtens musikvideo.

Musikvideon till Revolution 909 är regisserad av den franskfödde amerikanske filmskaparen Roman Coppola och skildrar en ravefest som blir avbruten av polisen och därefter en flashback som visar på produktionen av tomatsås.

## Låtlista
1. Revolution 909 (Radio Edit) (3:45)
2. Revolution 909 (Roger Sanchez Remix) (8:55)
3. Revolution 909 (Revolution Accappella) (1:03)
4. Revolution 909 (Original Mix) (5:34)